# Andrés González Muñoz

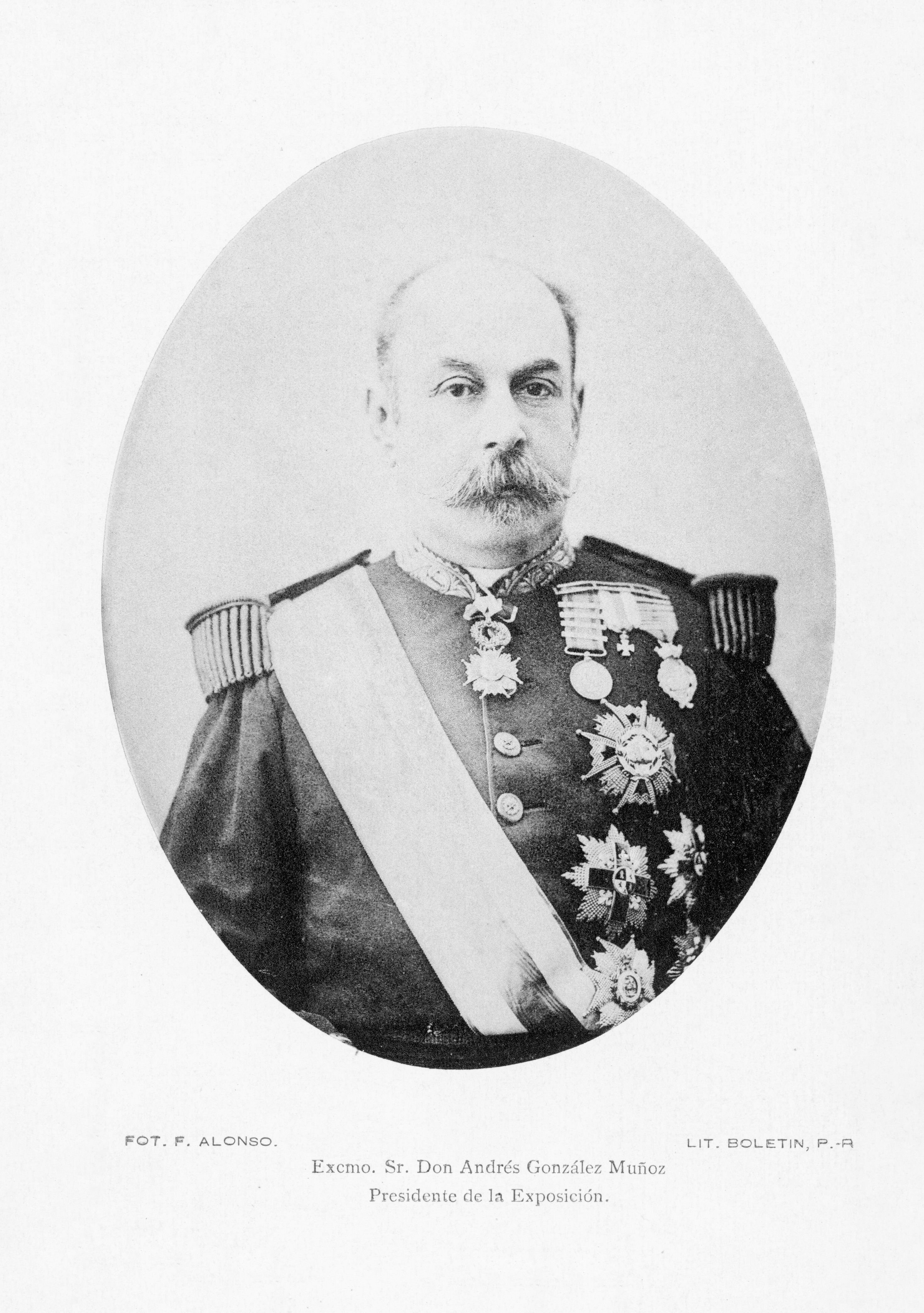
Retrato de Andrés González Muñoz

Andrés González Muñoz (Santiago de Cuba, 1840-San Juan de Puerto Rico, 11 de enero de 1898) fue un militar español de origen cubano, que destacó en la guerra de los Diez Años al lado de los realistas y en la guerra contra los carlistas. También fue nombrado gobernador y capitán general de Puerto Rico, aunque no llegara a ejercer, ya que murió ocho horas después de su llegada al archipiélago.

## Biografía
Andrés González Muñoz nació en 1840 en Santiago de Cuba, lugar aún español. Era hijo de un venezolano y de una cubana. Vivió en la parte peninsular de España durante mucho tiempo, estudiando en la Academia de Artillería de Segovia donde, en 1862, se graduó con el título de teniente. Más tarde, en 1868, estaba ya en Cuba para luchar, junto a su ejército, contra los independentistas en la guerra de los Diez Años, lo que le valió el cargo de teniente coronel.
Cuando regresó a España participó en la guerra contra los carlistas.  De nuevo en su patria, fue ascendido a general. Más tarde, el 1 de junio de 1895, fue nombrado Segundo Cabo de Puerto Rico, cargo que ocupó durante 19 días. Durante su mandato militar, persiguió a la prensa autonomista del archipiélago. Ya en Cuba de nuevo, alcanzó el rango de Teniente General. 
En 1898, fue nombrado capitán general de Puerto Rico para establecer la Carta Autonómica. Así, abandonó la parte española de la península en la que se encontraba y se dirigió a San Juan de Puerto Rico, aún española, donde llegó el 11 de enero de 1898.  Sin embargo, sólo ocho horas después de la ceremonia de bienvenida celebrada en Puerto Rico, tras su llegada a la isla, falleció a causa de un infarto. Fue enterrado en la catedral de San Juan. Así, Ricardo de Ortega y Díez recuperó interinamente el gobierno de la isla, hasta la llegada del general Manuel Macías Casado como gobernador oficial.